# 8435 Ансер
8435 Ансер (6643 P-L, 1990 VA1, 8435 Anser) — астероїд головного поясу.
Тіссеранів параметр щодо Юпітера — 3,627.